# Дрогичаны
Дрогичаны (бел. Драгiча́ны) — деревня в Изабелинском сельсовете Волковысского района Гродненской области Белоруссии.

## История
Первое упоминания о ней датируется 1615 годом.
Административная принадлежность на 1870 год — Гродненская губерния, Волковысский уезд, Изабелинская волость, Российская Империя. Административная принадлежность на 1924 год — сельская гмина Изабелин, Волковыский повет, Белостокское воеводство, Польша.

## Население
По данным переписи 2009 года — 61 человек.

## География
Расположена в 15 километрах от Волковыска и в 119 — от Гродно.